# عثمان جالو
عثمان جالو (انگلیسی: Ousman Jallow؛ زادهٔ ۲۱ اکتبر ۱۹۸۸) بازیکن فوتبال اهل گامبیا است.
از باشگاه‌هایی که در آن بازی کرده‌است می‌توان به باشگاه فوتبال بروندبی، باشگاه فوتبال ایرتیش پاولودار، باشگاه فوتبال هلسینکی، باشگاه فوتبال العین، باشگاه فوتبال الرجا و باشگاه فوتبال چای‌کار ریزه‌اسپور اشاره کرد.
وی همچنین در تیم‌های ملی فوتبال گامبیا بازی کرده‌است.